# Terremoto de Mendoza de 1782
El Terremoto de Mendoza de 1782 fue un movimiento sísmico que ocurrió el 22 de mayo de 1782 a las 16.00 UTC-3, con epicentro en las coordenadas geográficas 33°0′0″S 69°12′0″O / -33.00000, -69.20000
Tuvo lugar en la provincia de Mendoza, Argentina. Se produjo así el primer terremoto importante que afectó a la ciudad de Mendoza desde su fundación. Ocasionó daños severos en varias construcciones sin ocasionar víctimas.
La magnitud estimada fue de 6,9 en la escala de Richter, a una profundidad de 30 km; fue de una intensidad de grado IX en la escala de Mercalli.